# 발바닥이 뜨거워서
《발바닥이 뜨거워서 》는 2024년 12월 10일에 방영 예정인 《KBS 드라마 스페셜 2024》 시리즈 다섯 번째 작품이다.

## 줄거리
은둔형 외톨이 언니를 둔 여고생 하늘이가 언니를 방에서 탈출시키기 위한 계획을 시작하며 벌어지는 힐링 성장 드라마

## 등장 인물

### 주요 인물
- 오예주 : 유하늘 역
- 김강민 : 김양 역
- 박호산 : 유철용 역
- 양의진 : 유노을 역

### 주변 인물
- 오세은 : 차현지 역